# Kirpán

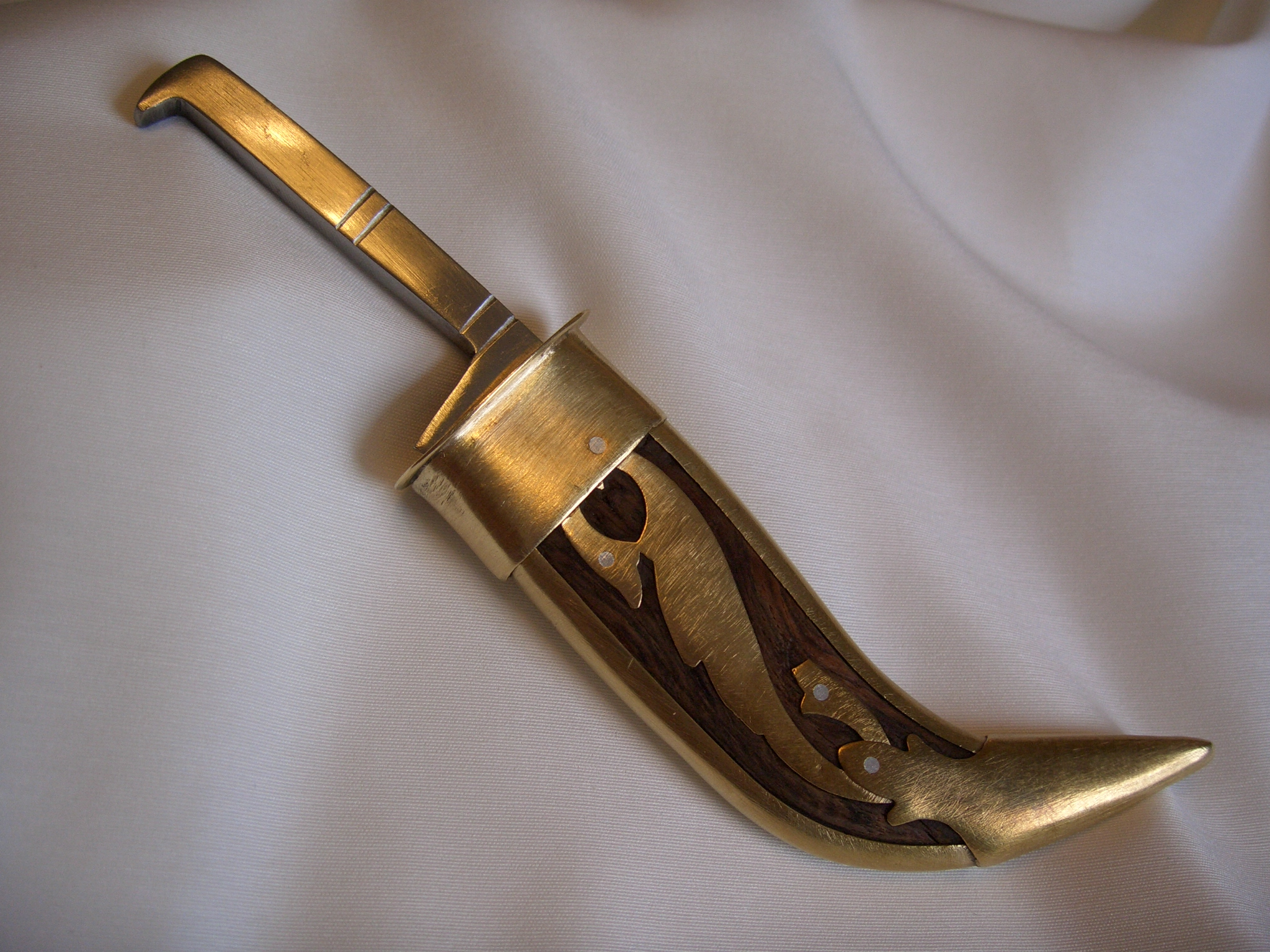
Un Kirpán tradicional como el que portan los Sijis hoy en día.

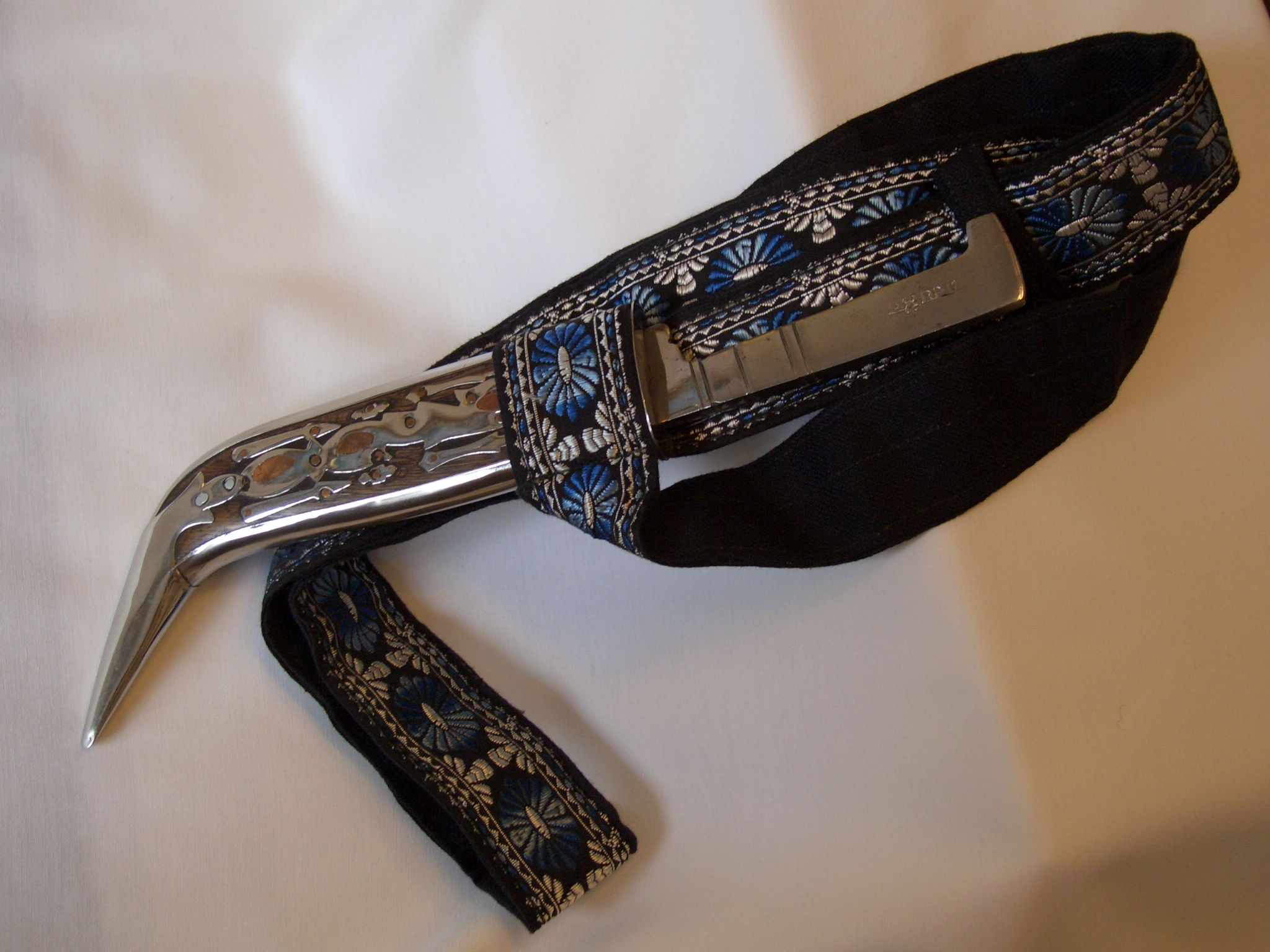
Un Kirpán medio también portado por los Sijis.

Kirpán (IPA kɪrˈpɑn) (en punyabí ਕਿਰਪਾਨ) es un arma simbólica parecida a un puñal que portan los sijes ortodoxos justamente como un símbolo por la lucha contra la opresión y la injusticia. El kirpán es portado sobre un cinturón de tela llamado Gatra, aunque no todos aquellos que profesan el sijismo lo portan. En sus orígenes el Kirpán fue una espada ceremonial, pero hoy no es más que una pequeña daga que simboliza poder y libertad de espíritu, autorrespeto, la lucha constante del bien y la moralidad sobre la injusticia. El kirpán nunca debe desenvainarse para atacar.

## Historia y contexto
En 1699, Gurú Gobind Singh declara a los sijes que, en todas las circunstancias, el kirpán debe ser portado. Este objeto defensivo hace parte de las 5 K:
- El Kesh, pelo largo sin cortar;
- El Khanga, un peine de madera para recogerse el pelo;
- El Kara, un brazalete de acero, que recuerda al creyente su vínculo con el gurú;
- La Kacha, ropa interior en algodón; y
- El Kirpán.

## Kirpán y política
El Kirpán símbolo religioso que se ha visto sometido a un debate, principalmente en países como Canadá, ya que en ciertos sitios públicos se prohíbe la entrada de armas, por ejemplo en aviones, tribunales e incluso en el parlamento de la provincia de Quebec.